# Sovia
Sovia is een geslacht van vlinders van de familie dikkopjes (Hesperiidae), uit de onderfamilie Hesperiinae.

## Soorten
- S. albipectus (De Nicéville, 1891)
- S. grahami (Evans, 1926)
- S. hyrtacus (De Nicéville, 1897)
- S. lucasii (Mabille, 1876)
- S. malta Evans, 1949
- S. subflava (Leech, 1894)